# Àrees de Chennai
Les àrees de Chennai són les parts de la ciutat de Chennai a Tamil Nadu, amb característiques determinades pròpies. La ciutat de Chennai i les seves àrees estan sota govern de la Corporació Municipal de Chennai. Les àrees són:
| - Adambakkam - Adyar - Alandur - Alwarpet - Ambattur - Anna Nagar - Ashok_Nagar - Avadi - Ayanavaram - Besant Nagar - Chetput - Chrompet |  | - Guindy - IIT Madras - ICF - K.K. Nagar - Kilpauk - Kodambakkam - Koyambedu - Kodungaiyur - Madhavaram - Koyambedu - Kodungaiyur - Madhavaram |  | - Madipakkam - Mandaveli - Mount Road - Mylapore - Nungambakkam - Nanganallur - Pattabiram - Perambur - Perungudi - Poonamallee - Purasaiwalkam - Royapettah |  | - Royapuram - Saidapet - Saligramam - Tambaram - Teynampet - Tharamani - Theagaraya Nagar - Thiruninravur - Thiruvanmiyur - Thiruvotriyur |  | - Triplicane - United India Colony - Velachery - Vadapalani - Villivakkam - Virugambakkam - Washermanpet - West Mambalam |  |

La ciutat té 155 seccions o wards. Vegeu Wards de Chennai.